# Dan Clark
Dan Clark (London, 1976. július 3. –) angol színész, humorista, forgatókönyvíró, televíziós rendező. Angliában a How Not to Live Your Life (Hogy ne éld az életed) című BBC sorozat írójaként és főszereplőjeként ismert.
Magyarországon a Comedy Centralon látható két sorozata A munka kézikönyve (Dan Clark's Guide to Working) és A randizás kézikönyve (Dan Clark's Guide to Dating) címen, amelynek egyes részeiben bizarr, humoros példákat mutat be arra, hogy mit ne tegyünk bizonyos helyzetekben.

## Dan Clark's Guide
Dan Clark – A munka kézikönyve
- 10 dolog, amit ne mondj állásinterjún
- 10 mód, ahogy ne kezdd az első munkanapot
- 10 ok, hogy miért ne szexelj egy kollégával
- 10 ember, aki mellett nem szeretnél ülni
- 10 dolog, amit ne csinálj egy megbeszélésen
- 10 ok, hogy amiért ne rúgj be egy céges bulin
- 10 dolog, amit szívesen tennél a főnököddel
- 10 kifogás, amivel ne magyarázd a lógást
- 10 dolog, amit ne tegyél, ha kirúgnak

Dan Clark – A randizás kézikönyve
- 10 mód, ahogy ne lépj be
- 10 dolog, amit ne mondj
- 10 ember, akit ne vigyél magaddal
- 10 kínos pillanat, amiről reméled, hogy sohasem éled át
- 10 dolog, amit ne vegyél fel
- 10 ok, hogy ne drogozz egy randin
- 10 dolog, amit ne tegyél, ha áthívod vacsorázni
- 10 dolog, amit ne mondj szex előtt
- 10 dolog, amit ne mondj szex után
- 10 dolog, amit nem akarsz látni a szobájában

## Fordítás
- Ez a szócikk részben vagy egészben  a   Dan Clark című angol Wikipédia-szócikk fordításán alapul.  Az eredeti cikk szerkesztőit annak laptörténete sorolja fel. Ez a jelzés csupán a megfogalmazás eredetét és a szerzői jogokat jelzi, nem szolgál a cikkben szereplő információk forrásmegjelöléseként.